# 徳山村立徳山小学校戸入分校
徳山村立徳山小学校戸入分校（とくやまそんりつ　とくやましょうがっこう　とにゅうぶんこう）は、かつて岐阜県揖斐郡徳山村字戸入（現・揖斐川町）に存在した公立小学校の分校。

## 概要
- 徳山小学校の分校であり、徳山村字戸入の児童が通学していた。戸入集落は揖斐川支流（西谷）沿いの集落であった。
- 徳山ダムの建設により、戸入集落はダム湖に水没することとなったため、集団離村。それに伴い廃校となった。

## 沿革
- 1873年（明治6年） - 戸入村に伝芳舎第二支校として文炳舎が開校。
- 1881年（明治14年） - 統合により徳山学校戸入分教場となる。
- 1886年（明治19年） - 徳山簡易科小学校戸入分教場に改称する。
- 1889年（明治22年）7月1日 - 徳山村、山手村、櫨原村、塚村、開田村、戸入村、門入村が合併し、徳山村が発足。
- 1901年（明治34年） - 徳山尋常小学校塚戸入分教場に改称する。
- 1919年（大正8年） - 徳山尋常高等小学校戸入分教場に改称する。
- 1941年（昭和16年）4月1日 - 徳山国民学校戸入分教場に改称する。
- 1947年（昭和22年）4月1日 - 徳山村立徳山小学校戸入分校に改称する。徳山中学校西谷分校を併設する[注釈 3]。
- 1949年（昭和24年） - 校舎を新築する。
- 1961年（昭和36年）3月 - 併設の徳山中学校西谷分校を廃止。
- 1985年（昭和60年）3月 - 休校。
- 1987年（昭和62年）3月31日 - 廃校。